# 사랑에 사랑해서/Special morning day to you
〈사랑에 사랑해서／Special morning day to you〉(일본어: 恋に恋して／Special morning day to you 코이니코이시테/스페샤루 모닝구 데이 투 유[*])는 쿠라키 마이의 38번째 싱글이다. 2012년 8월 15일에 노던 뮤직에서 발매됐다.

## 해설
일반적으로는 초회한정반과 통상반의 2형태로의 발매, 게다가 팬 클럽 회원과 Musing 회원 한정으로 발매되는 Musing&FC반도 포함해서, 실질적으로 3형태로의 발매가 된다. 각 자켓도 각각 다르다.  초회한정반에만 DVD가 부속된다.

## 수록곡
1. 사랑에 사랑해서(恋に恋して) (4:12)
  - 작사: 쿠라키 마이, GIORGIO 13, 작곡: GIORGIO CANCEMI, 편곡: Cybersound
2. Special morning day to you (4:38)
  - 작사: 쿠라키 마이, 작곡 · 편곡: 토쿠나가 아키히토
3. 사랑에 사랑해서 (Instrumental)
4. Special morning day to you (Instrumental)

### DVD(초회한정반에만)
1. 사랑에 사랑해서 (Music Clip)
2. ICEFIELD (TV CM 3종류)

## 타이업
- 요미우리 TV 닛폰 TV계 전국 넷 애니메이션 《명탐정 코난》 닫는 곡 (#1)
- 《ICEFIELD》 TV CM 타이업 음악 (#2)